# Cacia cephalotes
Cacia cephalotes är en skalbaggsart som först beskrevs av Maurice Pic 1925.  Cacia cephalotes ingår i släktet Cacia och familjen långhorningar. Inga underarter finns listade.